# División Norte (Fiyi)
La división Norte es una de las cuatro divisiones administrativas de la República de las Islas Fiyi. Labasa es la ciudad capital de la división mencionada.

## División
La división Norte está dividida en las provincias Macuata, Cakaudrove, y Bua, esto incluye la totalidad de la isla Vanua Levu. Excluyendo a las Lau, que son parte de la división Este, la División del Norte es coextensivo con la Confederación Tovata .
Entre sus habitantes más célebres se destacan Ratu Sir Penaia Ganilau, el primer fijiano que accedió a la presidencia, gobernando desde 1987 hasta 1993, y Sitiveni Rabuka.

## Territorio y población
Abarca un territorio de 6.199 km². Según el censo del año 2007, hay una población residiendo en esta división compuesta por 130.607. La densidad poblacional es de 21,06 h/km².